# Fals (Lot-et-Garonne)
Fals település Franciaországban, Lot-et-Garonne megyében. Lakosainak száma 405 fő (2022. január 1.). Fals Layrac, Astaffort, Caudecoste és Cuq községekkel határos.

## Népesség
A település népességének változása:
| Lakosok száma | 156  | 200  | 273  | 300  | 365  | 364  | 378  | 392  | 399  | 405  |
|               | 1968 | 1982 | 1990 | 2006 | 2013 | 2015 | 2017 | 2019 | 2020 | 2022 |